# Sammy Traoré
Pour les articles homonymes, voir Traoré.
Sammy Traoré, né le 25 février 1976 à Créteil (en France), est un footballeur international malien évoluant au poste de défenseur central.
Il a été sélectionné à 21 reprises en équipe nationale du Mali entre 2001 et 2008.

## Biographie

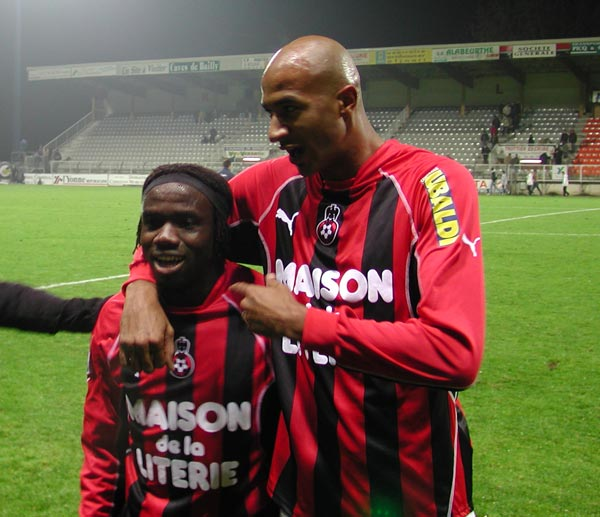
Olufadé et Sammy Traoré en 2002 sous les couleurs de l'O.G.C.Nice

Issu du quartier de la Habette à Créteil, Sammy Traoré s'initie au football dans la rue avant de rejoindre un club, l'ASPTT Paris à 13 ans. Il signe à l'US Créteil à 17 ans et complète sa formation en réserves. Sammy découvre ensuite le haut niveau, National en 1998-1999 puis Ligue 2 à partir de 1999, avec l'US Créteil. En 2002, il rejoint l'OGC Nice (Ligue 1) et son entraîneur Gernot Rohr qu'il côtoyait à Créteil.
Avec l'équipe du Mali de football, il participe à la phase finale de la Coupe d'Afrique des nations de football en Tunisie en 2004. En février 2006, alors qu'il évolue à l'OGC Nice il est consultant pour le site Internet Football365.fr lors de la Coupe d'Afrique des nations. Après quatre saisons passées à l'OGC Nice, il est transféré au Paris Saint-Germain durant l'été 2006. Il connait alors une saison difficile à l'image de son club.
Sammy Traoré s'engage le 9 septembre 2007, sous forme de prêt d'un an sans option d'achat, à l'AJ Auxerre, en tant que « joker ». Sachant qu'il n'aurait que très peu de temps de jeu au PSG, Paul Le Guen ne comptant pas sur lui, Sammy décide de rejoindre le club bourguignon. Le prêt terminé, il retourne au PSG.
Il est reconduit dans l'effectif pour la saison 2009-2010, barré par la charnière centrale titulaire Mamadou Sakho-Zoumana Camara. Néanmoins, la longue absence de Camara, victime d’une phlébite, lui permet d'apparaitre à 22 reprises en Ligue 1, soit 1 886 minutes de jeu. Il évolue encore au PSG en 2010-2011, dernière année de son contrat. Il n'est alors qu'un choix secondaire pour son entraineur Antoine Kombouaré, passant derrière Mamadou Sakho, Sylvain Armand et Zoumana Camara, voire Mathieu Bodmer.
En fin de contrat à l'été 2011, il effectue la plupart des matches de préparation avec l'équipe première de l'US Créteil, son club formateur, mais ne signe finalement pas avec cette équipe.
En juillet 2016, il s'engage en tant qu'entraineur avec le Maccabi Créteil FC en DHR du championnat du dimanche matin (CDM) de la FFF.

## Vie privée
Le 30 avril 2015, Sammy Traoré est condamné par un tribunal pour maltraitance sur son chien qui a perdu des flaques de sang après avoir reçu des coups de pied à la tête et dans le ventre selon des voisins témoins. Il doit payer une amende de 2 000 euros et remettre son chien à une association de défense des droits des animaux. Le président de l'association, Stéphane Lamart, qui s'est porté partie civile, rappelle lors de l'audience que Sammy Traoré avait déjà été condamné en 2013 pour des faits de violence[réf. souhaitée].

## Palmarès
- Vice-Champion de France de National en 1999 avec Créteil
- Finaliste de la Coupe de la Ligue en 2006 avec Nice
- Vainqueur de la Coupe de France de football en 2010 avec le PSG
- Finaliste de la Coupe de France de football en 2011 avec le PSG

## Statistiques
| Saison                | Club                  | Championnat           | Championnat | Championnat | Coupe nationale | Coupe nationale | Coupe de la Ligue | Coupe de la Ligue | Supercoupe | Supercoupe | Compétition(s) continentale(s) | Compétition(s) continentale(s) | Compétition(s) continentale(s) | Total | Total |
| Saison                | Club                  | Division              | M.          | B.          | M.              | B.              | M.                | B.                | M.         | B.         | Comp.                          | M.                             | B.                             | M.    | B.    |
| 1994-1995             | US Créteil            | National 1            | 7           | 0           | 0               | 0               | -                 | -                 | -          | -          | -                              | -                              | -                              | 7     | 0     |
| 1995-1996             | US Créteil            | National 1            | 16          | 0           | 0               | 0               | -                 | -                 | -          | -          | -                              | -                              | -                              | 16    | 0     |
| 1996-1997             | US Créteil            | National 1            | 1           | 0           | 0               | 0               | -                 | -                 | -          | -          | -                              | -                              | -                              | 1     | 0     |
| 1997-1998             | US Créteil            | National              | 23          | 1           | 0               | 0               | -                 | -                 | -          | -          | -                              | -                              | -                              | 23    | 1     |
| 1998-1999             | US Créteil            | National              | 15          | 0           | 0               | 0               | -                 | -                 | -          | -          | -                              | -                              | -                              | 15    | 0     |
| 1999-2000             | US Créteil            | Division 2            | 31          | 0           | 0               | 0               | 2                 | 0                 | -          | -          | -                              | -                              | -                              | 33    | 0     |
| 2000-2001             | US Créteil            | Division 2            | 26          | 0           | 0               | 0               | 2                 | 0                 | -          | -          | -                              | -                              | -                              | 28    | 0     |
| 2001-2002             | US Créteil            | Division 2            | 25          | 0           | 0               | 0               | 1                 | 0                 | -          | -          | -                              | -                              | -                              | 26    | 0     |
| 2002                  | US Créteil-Lusitanos  | Ligue 2               | 5           | 0           | -               | -               | -                 | -                 | -          | -          | -                              | -                              | -                              | 5     | 0     |
| 2002-2003             | OGC Nice              | Ligue 1               | 21          | 1           | 1               | 0               | 1                 | 0                 | -          | -          | -                              | -                              | -                              | 23    | 1     |
| 2003-2004             | OGC Nice              | Ligue 1               | 28          | 2           | 2               | 1               | 2                 | 0                 | -          | -          | CI                             | 3                              | 0                              | 35    | 3     |
| 2004-2005             | OGC Nice              | Ligue 1               | 30          | 3           | 3               | 3               | 1                 | 0                 | -          | -          | -                              | -                              | -                              | 34    | 6     |
| 2005-2006             | OGC Nice              | Ligue 1               | 33          | 5           | 0               | 0               | 5                 | 0                 | -          | -          | -                              | -                              | -                              | 38    | 5     |
| 2006-2007             | Paris Saint-Germain   | Ligue 1               | 22          | 0           | 1               | 0               | 1                 | 0                 | 1          | 0          | C3                             | 5                              | 1                              | 30    | 1     |
| 2007                  | Paris Saint-Germain   | Ligue 1               | 1           | 0           | -               | -               | -                 | -                 | -          | -          | -                              | -                              | -                              | 1     | 0     |
| 2007-2008             | AJ Auxerre (prêt)     | Ligue 1               | 25          | 1           | 0               | 0               | 3                 | 1                 | -          | -          | -                              | -                              | -                              | 28    | 2     |
| 2008-2009             | Paris Saint-Germain   | Ligue 1               | 19          | 1           | 3               | 2               | 1                 | 0                 | -          | -          | C3                             | 10                             | 0                              | 33    | 3     |
| 2009-2010             | Paris Saint-Germain   | Ligue 1               | 23          | 0           | 2               | 0               | 1                 | 0                 | -          | -          | -                              | -                              | -                              | 26    | 0     |
| 2010-2011             | Paris Saint-Germain   | Ligue 1               | 2           | 0           | 2               | 0               | 0                 | 0                 | -          | -          | C3                             | 2                              | 0                              | 6     | 0     |
| Total sur la carrière | Total sur la carrière | Total sur la carrière | 353         | 14          | 14              | 6               | 20                | 1                 | 1          | 0          | -                              | 20                             | 1                              | 408   | 22    |